# Stupno (nádraží)
Stupno je dopravna D3 (někdejší železniční stanice), která se nachází v katastru obce Břasy, v části Stupno. Leží na jednokolejné železniční trati Ejpovice–Radnice. Staví zde osobní vlaky směřující do Radnic a přes Ejpovice do Plzně. Dříve odtud mířily vlaky i do Rokycan. Vlaky na této trati jsou bez průvodčího, proto jsou cestující povinni si zakoupit jízdenku v samoobslužném automatu. Dříve byl ve staniční budově přítomen výpravčí. Roku 1963 zde byla naposledy k vidění parní lokomotiva, poté zde byly nasazeny dieselové jednotky. Dnes[kdy?] je trať obsluhována vlaky Regionova.
U stanice vede modrá turistická trasa č. 1434 a u přejezdu, nedaleko stanice, modrá turistická trasa končí a napojuje se na zelenou turistickou trasu č. 3614, vedoucí do Nadryb, opačným směrem na Radeč.
V letech 1871–1908 u třídírny uhlí severně od stanice začínala tzv. Starckova úzkorozchodná dráha. Rozchod kolejí byl 700 milimetrů a provoz na ní nejprve zajišťovali koně, v období 1908–1945 elektrické a v závěru existence dráhy dieselové lokomotivy.